# Wydział Filozoficzny Uniwersytetu Karola
Wydział Filozoficzny Uniwersytetu Karola (cz. Filozofická fakulta Univerzity Karlovy) – wydział nauk humanistycznych i społecznych Uniwersytetu Karola z siedzibą w Pradze. Został założony w 1348 roku.
W 2018 roku dziekanem wydziału został Michal Pullmann.

## Wybrani absolwenci
Źródło.
- Bedřich Hrozný (1879–1952)
- Tomáš Garrigue Masaryk (1850–1937)
- Edvard Beneš (1884–1948
- Karel Čapek (1890–1938)
- Milada Paulová (1891–1970)
- Vilém Mathesius (1882-1945)
- Růžena Vacková (1901–1982)
- Jan Patočka (1907–1977)